# Chopper (Propeller)
Chopper ist eine spezielle Form für Bootspropeller, besonders für Außenbordmotoren. Diese Form wird überwiegend für besonders schnelle Boote verwendet. Ein Chopper kann die Wasseroberfläche durchbrechen, ohne dann durchzudrehen und den Schub zu verlieren. Das ermöglicht es, den Motor höher zu montieren, was allgemein zu einer höheren Geschwindigkeit führt. Außerdem hat der Chopper einen hohen, sich allmählich steigernden Abfallwinkel, also dem Grad der Ausrichtung des Blatts zur Nabe. Dies führt zu einem starken Auftrieb am Bug.